# Пырьевка (Тейковский район)
Пырьевка — деревня в Тейковском районе Ивановской области России, входит в состав Нерльского городского поселения.

## География
Деревня расположена в 3 км на северо-восток от центра поселения посёлка Нерль и в 22 км на юго-запад от райцентра города Тейково на автодороге 24Н-288 Тейково — Гаврилов Посад.

## История
Исторические известия о селе не восходят далее второй половины XVIII столетия. Каменная церковь в честь Покрова Пресвятой Богородицы с колокольней построена на средства помещика сельца Скворцова гвардии прапорщика Андрея Доримедонтовича Коблукова. Престолов в ней два: в настоящей холодной — в честь Покрова Пресвятой Богородицы, в теплом приделе — во имя Святителя и Чудотворца Николая. Копии с метрических книг хранились с 1802 года. В 1893 году приход состоял из села (37 дворов) и деревень Суково, Харино, Колязино и сельца Скворцово. Всех дворов в приходе 96, мужчин — 339, женщин — 311. В годы Советской Власти церковь была разрушена.
В конце XIX — начале XX века село входило в состав Нельшинской волости Суздальского уезда Владимирской губернии.
С 1929 года село входило в состав Нельшинского сельсовета Тейковского района, с 1954 года — в составе Сахтышского сельсовета, с 2005 года — в составе Нерльского городского поселения.

## Население
| 1859 |
| ---- |
| 155  |

| 1859 | 1905 | 2010 |
| ---- | ---- | ---- |
| 155  | ↗297 | ↘73  |